# Xerocomus subtomentosus
Xerocomus subtomentosus är en svampart i ordningen Boletales. Den växer i både lövskogar och barrskogar. Fruktkroppen uppträder från sommaren till hösten.
Hatten är välvd, utom hos unga exemplar som har en mer halvklotlik hatt. Ovansidan är gulbrun till olivgrönaktig, men det förekommer också exemplar med mörkare brunaktig hatt. Hatthuden är fint sammetsluden. Bredden på hatten är 5–12 centimeter. Undersidan är hos unga exemplar gulaktig, hos äldre mer gröngulaktig. Rörmynningarna är kantiga och svampen har brunaktiga sporer. Om man rör vid rörlagret uppträder svaga blågröna fläckar.
Foten är ofta nätådrig, särskilt till den övre delen, och något krökt. Den blir 5–10 centimeter hög och dess diameter är 1–2 centimeter. Dess färg är gulbrun till rödbrun. Svampens smak och doft är båda milda.
Beteckningen "sammetssopp" användes tidigare för den dåvarande arten Boletus subtomentosus (Xerocomus subtomentosus s.lat.), vilken visat sig vara ett artkomplex. Den svenska beteckningen innefattar numera således även andra arter (som Xerocomus chrysonema och Xerocomus ferrugineus) och saknar taxonomiskt värde.